# ساعت هوشمند

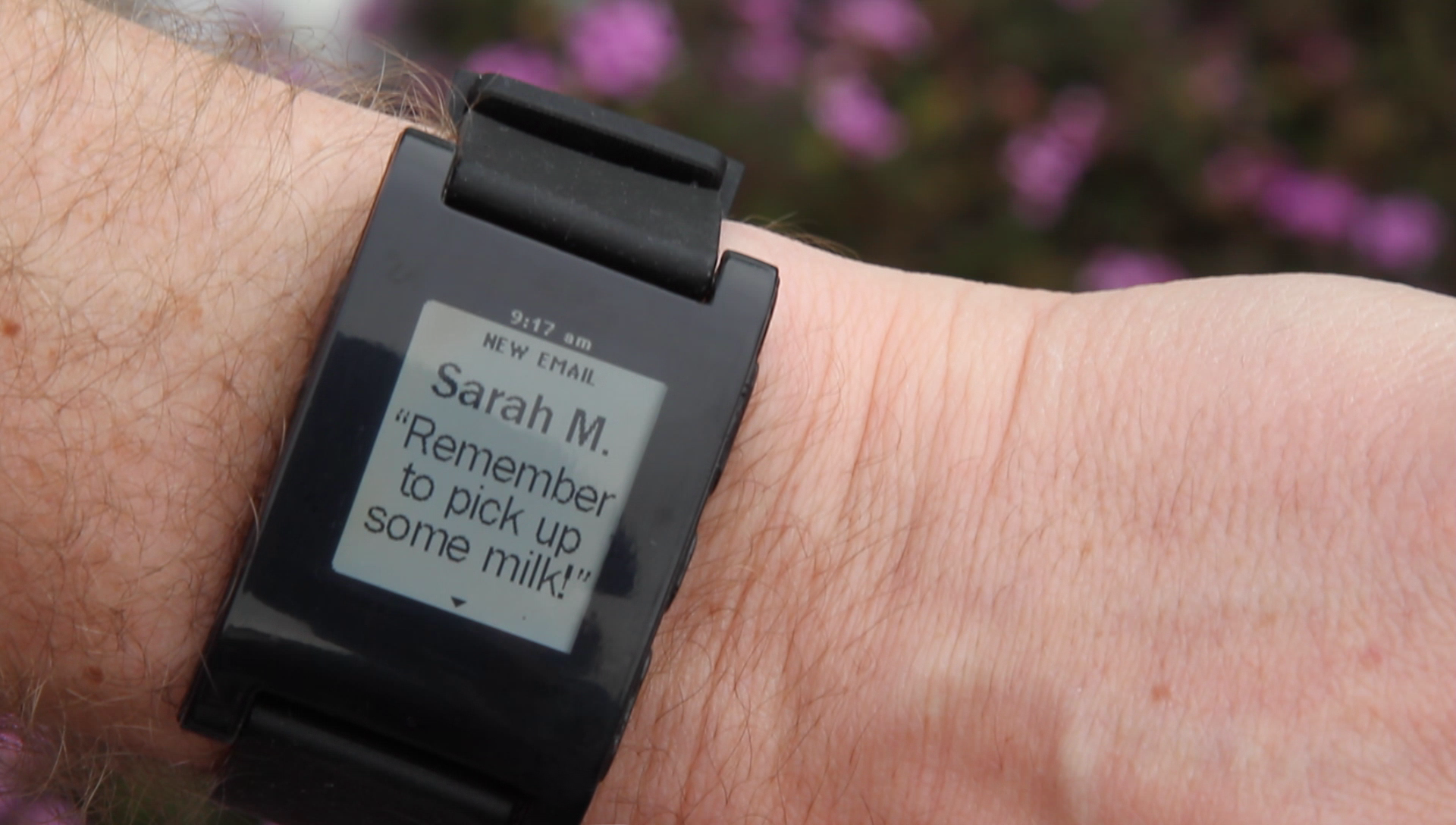
ساعت هوشمند پبل

ساعت هوشمند (به انگلیسی: Smartwatch) نوعی ساعت مچی غیرشماته‌ای است که علاوه‌بر نشان دادن زمان توانایی انجام برخی پردازش‌ها از نوع دستیار دیجیتال شخصی را نیز دارد. اسمارت واچ یا ساعت هوشمند در اصل یک پوشیدنی یا گجت دیجیتال است که شباهت بسیاری به یک ساعت معمولی دارد، اما قابلیت‌های دیگری هم دارد که موجب می‌شود این محصول کاربردی فراتر از نمایش ساعت و روز داشته باشد.
پخش رادیو، موقعیت‌یابی جی‌پی‌اس، تلفن همراه، دوربین، ترمومتر، پخش موزیک و صوت، صفحه لمسی، بازی‌های رایانه‌ای و سیستم عامل از نوین‌ترین نوآوری‌ها در دنیای این محصولات برشمرده می‌شود.
برخی از ساعت‌های هوشمند همانند رایانه قابلیت برقراری ارتباط با سایر دستگاه‌های الکترونیکی را از طریق بلوتوث یا وای‌فای یا متصل شدن با برنامه‌های اندرویدی را دارند.

## تاریخچه ساعت هوشمند
اولین ساعت‌های هوشمند را می‌توان همان ساعت‌هایی دیجیتالی که در دوران کودکی به دور دست خود می‌بستیم دانست. این ساعت‌ها دیجتالی بودند و روی بسیاری از آن‌ها ماشین حساب وجود داشت. ساعت‌های دیجیتالی ای بودند که می‌توانستید با آن بازی کنید. اما شاید بتوانیم اولین ساعت هوشمند به معنای واقعی را ساعت هوشمند سیکو بدانیم.
Pulsar یکی از برندهایی است که سیکو آنرا سال ۱۹۷۸ خرید. با نگاه به NL C01 یک گجت اولیه را می‌بینیم که تقریباً هیچ چیز برای ارائه ندارد. ولی این ساعت در زمان خود حرف‌های زیادی برای گفتن داشته است. این ساعت قادر به ذخیره ۲۴ رقم اطلاعات بود و پس از مدت کمی از حضورش در سال ۱۹۸۲، سال ۱۹۸۴ مدلهای UC-2000 و ۱۹۸۵ مدل UC-3000 جای آن را گرفتند. هر دوی این ساعت‌ها با ایده‌های جاه‌طلبانه آمده بودند و یک داک آنها را همراهی می‌کرد که مجهز به یک پرینتر حرارتی و شکاف حافظه نواری بود.
بعدها سیکو یک مدل ساعت هوشمند به نام Data 2000 را معرفی کرد که تا ۲۰۰۰ رقم را ذخیره می‌کرد و اصلاً به همین دلیل نام آن را Data 2000 گذاشته بودند. در سال ۱۹۸۴، سیکو اولین مدل از ساعت‌های هوشمندش را که قابلیت اتصال به کامپیوترهای آن زمان را داشت با نام RC-1000 معرفی کرد.
در حال حاضر شرکت‌های معتبری همچون:سامسونگ، اپل، الجی، ایسوس، هواوی، موتورولا، ایسر، لنوو، سونی، مایکروسافت، کوالکام و … ساعت‌های هوشمندی تولید می‌کنند که همه روزه در حال پیشرفت و بروزرسانی می‌باشند.

## ویژگی‌ها و امکانات
ساعت‌های هوشمند دارای امکانات مختلفی هستند که آن‌ها را از ساعت‌های معمولی متمایز می‌کند. برخی از این امکانات شامل موارد زیر است:
1- ردیابی سلامتی و ورزش: این ساعت‌ها دارای حسگرهایی مانند شتاب‌سنج، ژیروسکوپ، و سنسور ضربان قلب هستند که به کاربر کمک می‌کنند فعالیت‌های ورزشی، ضربان قلب و میزان کالری سوزانده شده را پایش کند.
2- اعلان‌ها و پیام‌ها: ساعت‌های هوشمند به کاربر این امکان را می‌دهند که بدون نیاز به استفاده از تلفن همراه، اعلان‌ها، پیام‌ها و تماس‌های دریافتی را مشاهده کند.
3- کنترل موسیقی: با اتصال به تلفن همراه یا دستگاه‌های دیگر، کاربر می‌تواند موسیقی را مستقیماً از ساعت کنترل کند، بدون نیاز به باز کردن قفل تلفن همراه.
4- امکانات پیشرفته‌تر: برخی ساعت‌های هوشمند از ویژگی‌های پیشرفته مانند GPS، پرداخت‌های دیجیتال، و دستیار صوتی بهره می‌برند که راحتی و کارایی بیشتری را فراهم می‌کند.

## معایب و محدودیت‌ها
1- عمر باتری محدود: یکی از محدودیت‌های عمده ساعت‌های هوشمند، عمر باتری آن‌ها است. بسیاری از ساعت‌ها تنها یک یا دو روز بدون نیاز به شارژ کار می‌کنند که ممکن است برای کاربران مشکل‌ساز باشد.
2- قیمت بالا: ساعت‌های هوشمند با توجه به فناوری‌های پیشرفته‌ای که ارائه می‌دهند، معمولاً قیمت بالایی دارند و این امر ممکن است خرید آن‌ها را برای برخی از کاربران محدود کند.
3- نیاز به اتصال به تلفن همراه: بسیاری از ساعت‌های هوشمند برای دسترسی به تمامی امکانات خود نیاز به اتصال به تلفن همراه دارند که این موضوع ممکن است برای برخی کاربران ناخوشایند باشد.

## سازگاری با گوشی هوشمند
یکی از مهم‌ترین عواملی که باید هنگام خرید ساعت هوشمند در نظر بگیرید این است که آیا ساعت مورد نظر با گوشی هوشمند شما سازگار است یا خیر، زیرا برای دسترسی به تماس‌های دریافتی، پیامک‌ها، ایمیل‌ها و برنامه‌ها باید گوشی و ساعت هوشمند را با یکدیگر سینک کنید.
خوشبختانه، سازگاری متقابل انواع ساعت‌های هوشمند با گوشی‌های هوشمند بهتر از گذشته است، اما هنوز نکاتی وجود دارد که باید در نظر بگیرید.
اگر از کاربران آیفون هستید، اپل واچ بهترین گزینه است. ساعت‌های اپل از گوشی‌های اندرویدی به خوبی پشتیبانی نمی‌کند، اگرچه راه‌هایی برای دستیابی به برخی قابلیت‌های محدود وجود دارد. اگر به تلفن هوشمند علاقه ای ندارید، اما می‌خواهید یک ساعت هوشمند خریداری کنید، می‌توانید از قابلیت Family Setup جدید اپل استفاده کنید، که به موجب آن می‌توان چندین ساعت اپل را به یک آیفون متصل کنید.
ساعت‌های سامسونگ دارای سیستم عامل Tizen هستند. همان‌طور که ساعت‌های اپل از آیفون بهترین پشتیبانی را می‌کند، گوشی‌های سامسونگ هم از این قاعده مستثنی نیستند. با این حال، سازگاری خوب منوط به برند و سیستم عامل گوشی و ساعت هوشمند شماست.
Wear OS سیستم عامل ساعت هوشمند گوگل است و تقریباً با تمامی گوشی‌های هوشمند سازگار است. با همه برندهای اندروید هماهنگ است و کاربران آیفون نیز تجربه نسبتاً خوبی با آن خواهند داشت، اما باید بدانید برخی ویژگی‌ها را از دست خواهید داد، بنابراین بررسی و نظرات کاربران را قبل از خرید حتماً بخوانید. به عنوان مثال، شما قادر نخواهید بود به پیامها، از طریق متن یا صدا پاسخ دهید، این موضوع برای کاربران اندروید هم صدق می‌کند.

## چند مدل ساعت هوشمند
- galaxy watch active 2
- پبل
- سامسونگ گلکسی گیر
- motorola moto 360
- اپل واچ
- نورمس NURKELO GW33
- نورمس NURKELLO NY10
- sony smart watch 3
- aner band
- ساعت هوشمند مودیو مدل MW01
- ساعت هوشمند مدل D20
- ساعت هوشمند مدل T500
- ساعت هوشمند تی سریز مدل A1
- ساعت هوشمند green smart